# Claude de Beauharnais (1717–1784)
Pour les articles homonymes, voir Claude de Beauharnais et Maison de Beauharnais.
Claude-Joseph de Beauharnais, né à Rochefort le 16 janvier 1717 et mort le 25 décembre 1784 à Paris, seigneur puis comte des Roches-Baritaud (1759), est un officier de marine et gentilhomme français. Avec son frère François, il possède plantations et esclaves dans la colonie de Saint-Domingue.

## Biographie

### Origines et famille
Claude-Joseph de Beauharnais est issu de la Maison de Beauharnais, famille de riches bourgeois d'Orléans, récemment anoblis.
Il est le fils de Claude de Beauharnais et de sa femme Renée Hardouineau, fille de Pierre Hardouineau, seigneur de La Laudanière et de la Pivoterie, receveur général des domaines et bois de la généralité de La Rochelle, et de Renée Le Pays de Beauville. Ses parents se marient le 11 mai 1713. Deux enfants naissent de cette union, tous deux serviront dans la Marine :
- François de Beauharnais (1714-1800), baron de Beauville, marquis de Beauharnais, seigneur de Villechauve, de la Ferté-Avrain
- Claude-Joseph de Beauharnais (1717-1784), comte des Roches-Baritaud.

### Carrière militaire
Marchant sur les traces de son père, il commande pendant quatre ans l'artillerie française au Canada et est le 15 mai 1756 promu au grade de capitaine de vaisseau. Comme son frère, Claude prend part aux événements de la guerre de Sept Ans. Le 21 février 1759, le frégate La Bellone, de 32 canons, qu'il montait est attaquée par deux navires anglais, dont le HMS Vestal, commandé par Samuel Hood, à 600 miles du cap Lizard. La Vestal fait alors partie de l'escadre placée sous les ordres du contre-amiral Charles Holmes en partance pour l'Amérique du Nord. À 14 h 0, un combat terrible s'engage, combat proclamé par tous les officiers de marine et par le Roi lui-même comme l'un des plus meurtriers que l'on ait jamais vus. La Bellone tient bon malgré l'inégalité du nombre. Enfin, après cinq heures de lutte acharnée, quand les canons se turent et quand la fumée se dissipa on put voir les deux vaisseaux anglais en fuite et le navire français régnant seul sur les eaux, mutilé mais triomphant. Louis XV couronne ce beau fait d'armes en érigeant par lettres patentes, données en juin 1759, la seigneurie des Roches-Baritaud en comté du même nom.

### Mariage et descendance
Il épouse le 6 mars 1753 à Saint-Eustache, Marie-Anne-Françoise Mouchard de Chaban (1737-1813), dite « Fanny de Beauharnais » après son mariage. De cette union naissent trois enfants :
- Claude de Beauharnais (1756-1819) ;
- Marie Françoise de Beauharnais, épouse de François de Beauharnais (1756-1846), son cousin, puis de Charles Guillaume Castaing ;
- Anne de Beauharnais, épouse d'André Horace François de Barral de Rochechinard.